# Тритон Андерсона
Трито́н А́ндерсона (Echinotriton andersoni) — вид земноводних з роду Азійський ребристий тритон родини саламандрові. Отримав назву на честь шотландського біолога Джона Андерсона. Інша назва «рюкюйський колючий тритон».

## Опис
Загальна довжина становить 13—16 см. Спостерігається статевий диморфізм: самиця більша за самця. Голова доволі широка, має трикутну форму. Леміше-піднебінні зуби мають форму букви «V» й розташовані у 2 рядки. Тулуб масивний, товстий. Має 12—15 виступаючих ребер. Кінцівки сильні. Хвіст помітно коротше тулуба.
Забарвлення спини й черева темно-коричневе або чорне, лише з нижньої частини хвоста, клоаки і підошви лап має жовто-помаранчевий колір.

## Спосіб життя
Полюбляє тропічні вологі ліси, болотисті місцевості, плантаціях цукрової тростини. Зустрічаються на висоті 100–200 м над рівнем моря. Живиться твердокрилими, дощовими хробаками і павуками.
Статева зрілість настає у 4 роки. Період розмноження триває з початку лютого і до кінця червня з піком в середині березня-початку квітня. Самиця відкладає по 1 яйцю в декількох кладках серед опалого листя, в дрібних калюжах або місцях близьких до водойм. Розмір капсули такого яйця становить 7 мм і складається з 3 шарів, саме ж яйце розміром 3 мм. Личинки з'являються через 1 місяць. Метаморфоза триває 2—3 місяці.
Тривалість життя до 10 років.

## Розповсюдження
Мешкає на п'яти японських островів, що входять до архіпелагу Рюкю: Амамі-Осима, Токуносима, Окінава, Токасікідзіма, Сесоко.